# Мерзликина, Юлия Николаевна
Юлия Николаевна Мерзликина (род. 31 июля 1970 года, Ульяновск, РСФСР, СССР) — российский художник, специалист в области декоративно-прикладного искусства (работа с художественным стеклом), академик Российской академии художеств (2021), заслуженный художник РФ (2012).

## Биография
Родилась 31 июля 1970 года в Ульяновске.
В 1992 году — окончила Московское высшее художественно-промышленное училище, ныне Московская государственная художественно-промышленная академия
1994 - 2019 год — работала на кафедре художественного стекла в Московской Государственной художественно-промышленной академии имени С. Г. Строганова.
2008-2019 год — заведующая кафедрой художественного стекла в Московской Государственной художественно-промышленной академии имени С. Г. Строганова. 
С 2019 года — заведующая кафедрой дизайна и ДПИ, Московский государственный институт культуры. 
В 1999 году — защитила кандидатскую диссертацию, тема: «Оптическое стекло в декоративно-прикладном искусстве».
С 1994 года — член Московского Союза художников.
С 2006 года — член Союза художников Российской Федерации.
В 2008 году — присвоено ученое звание доцента
В 2011 году — избрана членом-корреспондентом. 
В 2021 году — избрана академиком Российская академия художеств  от Отделения декоративных искусств.
Член комиссии Декоративной секции Союза художников Российской Федерации, член попечительского совета Благотворительного фонда «Грани Таланта», член экспертного совета международного социального проекта фестиваля-конкурсов искусства, культуры, науки и образования «София-Русь».

## Творческая деятельность
Наиболее известные произведения:
- серия «Облака» — «Дождь», «Гроза», «Закат», «Снег», «Над облаками», «Ветер» и др.;
- серия «Стихии» (кубы) — «Вопреки», «Равновесие», «Напряжение», «Извне», «Вовне»;
- серия «Корабли» — «Галера», «Аргонавты», «Ниитаки-Мару», «Священный Нил», «Джонка», «Буря», «Российская регата», «Алые паруса» и др.;
- композиция «Русь Великая» — «Ясно Солнышко», «Белая ладья», «Варяги», «Золото поморья», «Струг»;
- серия «Отражения» — «Солнцеворот», «Отражения», «Цитадель», «Зеркальная дыра», «Ярило» и др.;
- серия «Мгновения жизни» — «Музыка Земли», «Дыхание огня», «Букет», «Взмах», «Вращение», «Олимпийский огонь» и др.;
- серия «Цветы и Птицы» — «Перо синей птицы», «Песнь России», «Трава-Мурава», «Царевна-Лебедь», «Хоровод», «Прерванный полет» и др.

Произведения представлены в крупнейших музеях России и других стран:
Государственный Эрмитаж, г. Санкт-Петербург
Государственный Русский музей, г. Санкт-Петербург
Всероссийский музей декоративно-прикладного и народного искусства, г. Москва
Московский музей современного искусства
Музей-усадьба Кусково, г. Москва
Музей художественного стекла — Елагин остров, г. Санкт-Петербург
Музей-заповедник Царицыно, г. Москва
Мордовский республиканский музей изобразительных искусств имени С. Д. Эрьзи, г. Саранск.
Музей стекла и хрусталя, г.Никольск
Музей стекла, г.Гусь-Хрустальный
Галерея художественного стекла, г. Львов, Украина
Галерея Венгерской ассоциации художников стекла (Венгрия, г. Вышеград)
Галерея среднеевропейского центра современного искусства (Чехия, г. Терезин)
Галерея стекла при заводе "RONA" (Словакия, г. Ледницкий Ровне) и мн.др.

## Награды
- Заслуженный художник Российской Федерации (2012)[2]
- Государственная стипендия Министерства культуры Российской Федерации (1995, 2004, 2019)